# Hinnerk Bruhns
Pour les articles homonymes, voir Bruhns.
Hinnerk Bruhns (né en 1943 à Gadderbaum en Allemagne) est directeur de recherche émérite au CNRS, membre du Centre de recherches historiques (EHESS/CNRS). 

## Biographie
Après avoir commencé sa carrière universitaire en Histoire ancienne à Cologne et Bochum, ses travaux portent principalement, depuis sa nomination (1985) en tant que directeur de recherche au CNRS, sur l'historiographie des XIXe et XXe siècles ainsi que l'histoire des sciences sociales en Allemagne au début du siècle dernier. Nombre de ses publications sont consacrées à l'école historique de l'économie nationale allemande, à l'œuvre de Otto Hintze et plus particulièrement à celle de Max Weber. 
De 1979 à 2009, il occupe, en parallèle à ses travaux de recherche, des fonctions de direction dans l'administration de la recherche (DAAD : 1979-1984, CNRS : 1985-1997, FMSH : 1997-2009).
La coopération franco-allemande et européenne dans les sciences humaines et sociales tient une place centrale dans ses activités, parmi lesquelles on compte également la création de la revue Trivium, que Hinnerk Bruhns dirige depuis 2007. Après ses activités d'enseignement aux universités de Cologne, Aix-en-Provence et Bochum, Hinnerk Bruhns enseigne depuis 1982 à l'École des hautes études en sciences sociales à Paris.

## Publications
- Max Weber und der Erste Weltkrieg. Tübingen: Mohr Siebeck, 2017.
- Max Webers historische Sozialökonomie. L'économie de Max Weber entre histoire et sociologie. Wiesbaden: Harrassowitz Verlag, 2014.
- « One language, one history ? On the uncertain future of social sciences in Europe », Portuguese Journal of Social Science, 11 (1), 2012, p. 55-69.
- [en coll. avec A. Anter et P. Duran] « Max Weber et la bureaucratie » / « Max Weber und die Bürokratie », Trivium, Revue franco-allemande de sciences humaines et sociales, n° 7 (décembre 2010).
- [éd. en coll. avec P. Duran] « Max Weber and the Political », Max Weber Studies, vol. 1/9.2 (numéro spécial), January/July 2009.
- [éd. en coll. avec P. Duran] Max Weber et le politique, Paris : L.G.D.J., 2009.
- [éd. en coll. avec J. Andreau] « Sociologie économique et économie de l’Antiquité : à propos de Max Weber », Cahiers du Centre de Recherches Historiques, n° 34, octobre 2004.
- [éd.] Histoire et économie politique en Allemagne de Gustav Schmoller à Max Weber. Nouvelles perspectives sur l’école historique de l’économie, préface de J.-Y. Grenier, textes trad. par F. Laroche, Paris : Éd. de la Maison des sciences de l’homme, 2004.
- [éd. en coll. avec W. Nippel] Max Weber und die Stadt im Kulturvergleich, Göttingen : Vandenhoeck & Ruprecht, 2000 (coll. Kritische Studien zur Geschichtswissenschaft, 140).
- [éd. en coll. avec J.-M. David et W. Nippel] Die späte römische Republik – La fin de la république romaine. Un débat franco-allemand d'histoire et d'historiographie, École Française de Rome, 1997.
- [éd.] Otto Hintze : Féodalité, capitalisme et État moderne. Essais d’histoire sociale comparée, choisis et présentés par H. Bruhns, Paris : Ed. de la Maison des sciences de l’homme, 1991.
- [éd. en coll. avec J. Andreau] Parenté et stratégies familiales dans l’Antiquité Romaine, actes de la table ronde des 2-4 octobre 1986 (Paris, Maison des sciences de l’homme), Rome : Palais Farnèse, 1990 (Coll. de l’École Française de Rome, 129).
- Barbara Stambolis, Leben mit und in der Geschichte. Deutsche Historiker Jahrgang 1943. Klartext Verlag, Essen 2010.